# EPON
EPON (Ethernet PON), або GEPON (Gigabit Ethernet PON) — технологія пасивних оптичних мереж доступу (PON).
Цю технологію було стандартизовано 24 червня 2004 року документом IEEE 802.3ah-2004.
Як і в інших технологіях пасивних оптичних мереж, в GEPON:
- використовується деревоподібна топологія (Point To Multipoint, P2MP) волоконно-кабельної системи з пасивним оптичним розгалуженням на оптичних сплітерах;
- робота системи здійснюється по одному волокну за принципом WDM.

Технологія GEPON дає можливість застосовувати одну головну станцію (Optical Line Terminal, OLT), а на кожному PON-порту може бути зареєстровано 64-и абонентські пристрої (Optical Network Unit, ONU). Довжина PON гілки обмежується оптичним бюджетом і залежить від потужності оптичних передавачів, довжини оптоволоконної лінії та кількості оптичних сплітерів на ній.
Низхідний потік даних (від головної станції до абонентів) транслюється на довжині хвилі 1490 нм зі швидкістю 1.25 Гбіт/с, а висхідні потоки (від усіх абонентів до головної станції) подаються на довжині хвилі 1310 нм із загальною швидкістю 1.25 Гбіт/с. Але 0.25 Гбіт/с це надлишкові дані які використовується для канального кодування, тому реальна пропускна здатність PON гілки складає 1 Гбіт/с. 
Пакети від різних абонентських пристроїв передаються в різні інтервали часу, для чого використовується метод TDMA.
Довжину хвилі 1550 нм зарезервовано для надання необов'язкових послуг, зазвичай трансляції відео/телебачення.
Подальшим розвитком EPON є 10G-EPON.